# Mutschbach
Der Mutschbach ist ein rund 1,9 Kilometer langer, rechter Nebenfluss des Rohrbaches in der Steiermark. Er entspringt südöstlich des Hauptortes von Sankt Oswald bei Plankenwarth, südlich der Rotte Wipfing, nordöstlich der Rotte Leeb und nordwestlich der Rotte Bruch und fließt zuerst in einen flachen Rechts- dann in einen flachen Links- und schließlich wieder in einen flachen Rechtsbogen insgesamt nach Südosten. An der westlichen Gemeindegrenze von Hitzendorf, westlich des Hofes Hofer mündet er in den Rohrbach, der danach nach links abknickt. Auf seinen Lauf durchfließt er den Alten Schlossteich und nimmt den Schlossbach sowie zwei kleinere unbenannte Bäche auf.
| Zuläufe und Bauwerke \| Mutschbach (Rohrbach) \| Mutschbach (Rohrbach) \| Mutschbach (Rohrbach) \| \| ----------------------------- \| --------------------- \| ----------------------------- \| \| Legende \| \| \| \| Sankt Oswald bei Plankenwarth \| \| Sankt Oswald bei Plankenwarth \| \| \| \| \| \| \| \| \| \| \| \| \| \| \| \| \| \| Alter Schlossteich \| \| \| \| \| \| Schlossbach \| \| Rohrbach \| \| \| |  |                               |
| Mutschbach (Rohrbach) |  |                               |
| Legende |  |                               |
| Sankt Oswald bei Plankenwarth |  | Sankt Oswald bei Plankenwarth |
| |  |                               |
| |  |                               |
| |  |                               |
| |  |                               |
| Alter Schlossteich |  |                               |
| |  | Schlossbach                   |
| Rohrbach |  |                               |